# Pentti Hämäläinen
Pentti Olavi Hämäläinen (ur. 19 grudnia 1929 w Kotka, zm. 11 grudnia 1984 tamże) – fiński bokser kategorii koguciej i piórkowej, złoty medalista letnich igrzysk olimpijskich w Helsinkach. Na kolejnych letnich igrzyskach olimpijskich w Melbourne zdobył brązowy medal w kategorii piórkowej. Dwukrotnie zdobywał medale mistrzostw Europy. W 1951 w Mediolanie zdobył brązowy medal w kategorii do 51 kilogramów, W 1955 Berlinie zdobył brązowy medal w kategorii do 57 kilogramów.